# Semjon Semjonowitsch Bogatyrjow

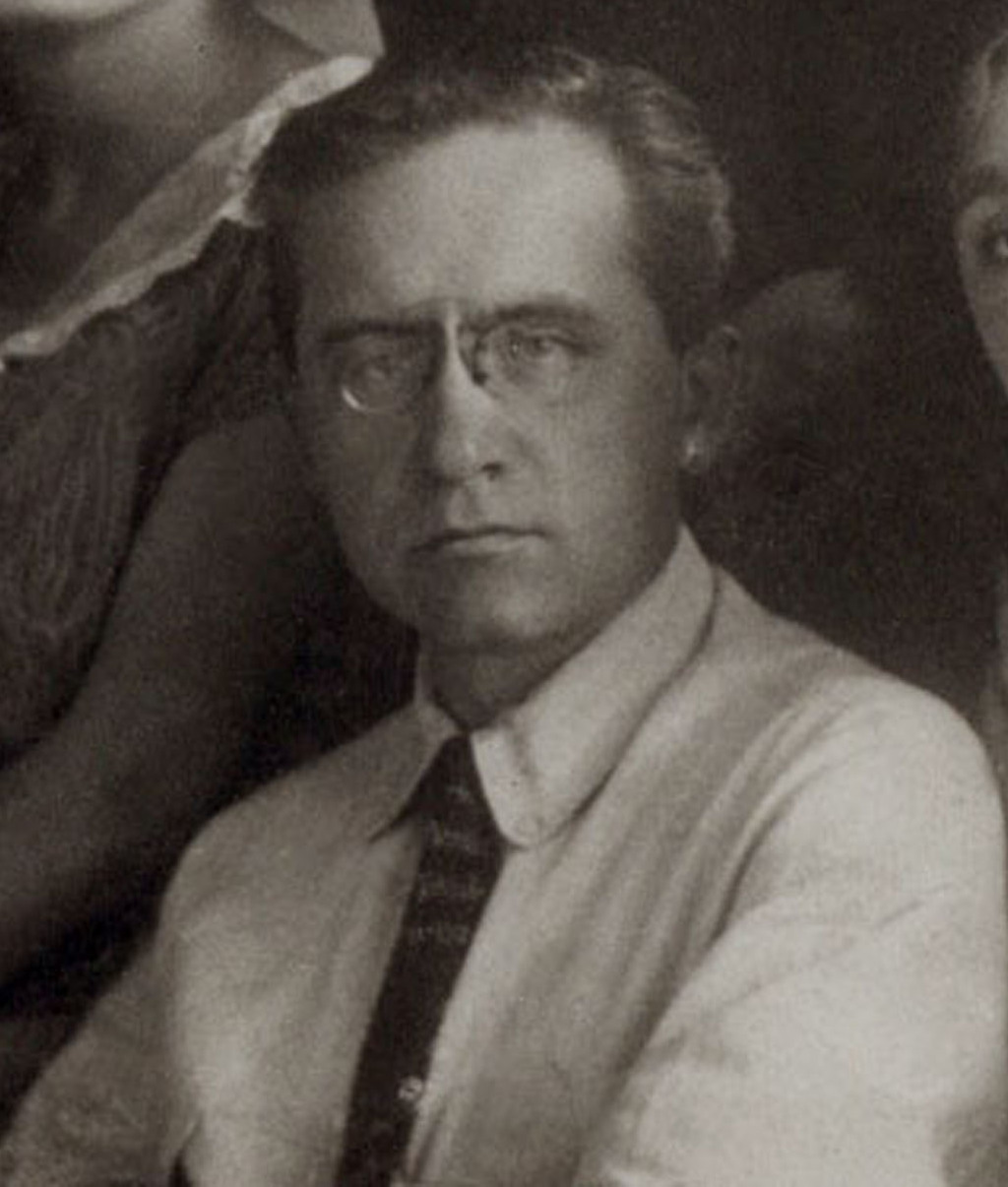
Semjon Semjonowitsch Bogatyrjow

Semjon Semjonowitsch Bogatyrjow (russisch Семён Семёнович Богатырёв, wiss. Transliteration Semën Semënovič Bogatyrëv, ukrainisch Семен Семенович Богатирьов; * 3. Februarjul. / 15. Februar 1890greg. in Charkow, Russisches Kaiserreich; † 31. Dezember 1960 in Moskau, Sowjetunion) war ein sowjetischer Musikwissenschaftler und Komponist ukrainisch-russischer Herkunft.

## Leben
Semjon Bogatyrjow absolvierte zunächst von 1907 bis 1912 ein Jurastudium an der Universität Charkow. Anschließend studierte er bis zum Abschluss 1915 Komposition am Sankt Petersburger Konservatorium bei Jāzeps Vītols, Wassili Kalafati und Maximilian Steinberg. Danach lehrte er dort selbst als Dozent. Von 1917 bis 1919 und von 1922 bis 1941 unterrichtete er Komposition am Konservatorium Charkow, ab 1935 als Professor. Während des Krieges arbeitete er am Konservatorium Kiew und wurde von dort nach Krasnojarsk und Swerdlowsk evakuiert. Von 1943 bis zu seinem Tod 1960 war er Professor am Moskauer Konservatorium, ab 1949 auch Dekan.
Sein Hauptforschungsgebiet war die Lehre vom Kontrapunkt. Anknüpfend an Sergei Tanejew schrieb er zwei Bücher zu diesem Thema – Двойной канон [Doppelkanon] (1947) und  Обратимый контрапункт [Der umkehrbare Kontrapunkt] (1960). Zudem vervollständigte er in den Jahren 1951 bis 1955 die von Tschaikowski unvollendet hinterlassene Sinfonie Es-Dur (1892). Diese Rekonstruktion kam 1957 in Moskau zur Uraufführung, 1962 folgte die Premiere in New York City unter Eugene Ormandy. Bogatyrjow war ein einflussreicher Lehrer, zu seinen Schülern zählten Komponisten wie Isaak Dunajewski, Alemdar Karamanow, Sulchan Zinzadse, Dmytro Klebanow, Eduard Lasarew und Wjatscheslaw Owtschinnikow, aber auch Musikwissenschaftler wie Daniel Schitomirski und Juri Cholopow. 
Als Komponist hinterließ er Orchesterwerke, Kammer-, Klavier- und Vokalmusik. Obwohl er sich intensiv mit dem Schaffen von Arnold Schönberg und Paul Hindemith befasste, blieb seine Musiksprache der Spätromantik verpflichtet.

## Auszeichnungen
- 1946: Orden des Roten Banners der Arbeit